# دوشكو غروييتش
دوشكو غروييتش هو لاعب كرة قدم بوسني وصربي في مركز الدفاع، ولد في 15 سبتمبر 1972 في Kula, Serbia ‏ في صربيا. لعب مع غرويتر فورت ونادي بكسكابا 1912 إلوره ونادي فويفودينا وهايدوك كولا.